# Shirai Hiroyuki
Shirai Hiroyuki (sinh ngày 17 tháng 6 năm 1974) là một cầu thủ bóng đá người Nhật Bản.

## Đội tuyển bóng đá quốc gia Nhật Bản
Shirai Hiroyuki được triệu tập vào đội tuyển Nhật Bản tham dự Thế vận hội Mùa hè 1996.